# Lengyel István (újságíró)
Lengyel István (Budapest, 1892. szeptember 12. – Budapest, 1970. november 18.) újságíró, író, költő, humorista, lapszerkesztő. 

## Élete
Lengyel Izidor (1862–1931) Somogyvárról származó ügyvéd és Weisz Matild (1864–1942) fia, izraelita vallású. Pályafutását az Aradi Közlönynél kezdte. Elsők között tudósított a proletárforradalom kitörésekor Károlyi Mihály beszédéről. A Magyarországi Tanácsköztársaság ideje alatt megalapította az újságírók és rajzolók szakszervezetét, illetve a Dunántúli Sajtókirendeltség helyettes vezetője volt, amiért később perbe fogták, és meghurcolták.
A két világháború között a Muskátli Kabaré, majd 1923-tól a Bonbonnière Kabaré művészeti igazgatója volt. Szerkesztette az Érdekes Újságot, valamint külső munkatársa volt a Pesti Hírlap, a Ma Este, a Magyar Hírlap, a Népszabadság, a Szabadság és a Figyelő című lapoknak. Élete utolsó éveiben a zsidó hitközség lapjának, az Új Életnek volt belső munkatársa. Utolsó cikke Makai Emilről jelent meg, amit már ágyban fekve diktált feleségének.
Sírja a Kozma utcai izraelita temetőben található (1E-2-26).

## Magánélete
Első felesége Dóczi Aranka volt, akit 1919. április 2-án Budapesten vett nőül, de 1926-ban elvált tőle. Második házastársa Gerő Erzsi színésznő volt, akivel 1929. június 1-jén kötött házasságot.

## Fontosabb művei
- Béke (versek, Budapest, 1915)
- Csintalan könyv (tréfás dolgozatok a színházról, politikáról, Budapest, 1922)
- Égi üzenet (versek, Budapest, 1922)
- A szent pillanat (vidám regény, Budapest, 1925)